# Kaspar Kummer
Kaspar Johann Kummer (1795–1870) fue un flautista alemán, profesor y compositor.
Kummer nació el 10 de diciembre de 1795 en Erlau en Thuringia (Sankt Kilian.) Aprendió por su cuenta a tocar la flauta mientras aprendía a tocar el violín, la trompa, la trompeta, el clarinete, el fagot, el oboe, el violoncello y el contrafagot.
Kummer recibió clases en Neumeister durante un año, tras lo cual estudió teoría de la música con el cantante de Schleusingen, Gottlob Abraham Stäps. A partir de 1835, trabajó como flautista en la capilla del Duque de Sajonia-Coburgo-Gotha, y se encargó de dirigir su orquesta en 1854.
Sus obras publicadas superan los 150 opus, la mayoría incluyen la flauta como instrumento, pero también compuso lieder, etc.
Tuvo además varios estudiantes, incluyendo a Friedrich Kiel and Felix Draeseke.
Murió en mayo de 1870, probablemente el día 21, en Coburgo.

## Enlaces en proyectos hermanos
- Fürstenau, Moritz. Allegemeine Deutsche Biographie (Wikisource. From Band 17, 1883. En alemán.)